# Llista de topònims del Palau d'Anglesola
Llista de topònims (noms propis de lloc) del municipi del Palau d'Anglesola, a Pla d'Urgell
Informació actualitzada per un bot. Els canvis manuals es perdran quan s'actualitzi!

## cabana
| imatge | Nom                | Ubicat a             | instància de | Detalls | coordenades                                                          | Protecció | Commons (més fotos) | Dades a WD                    |
| ------ | ------------------ | -------------------- | ------------ | ------- | -------------------------------------------------------------------- | --------- | ------------------- | ----------------------------- |
|        | cabana del Pajares | el Palau d'Anglesola | cabana       |         | 41° 38′ 42″ N, 0° 52′ 44″ E / 41.6450878408749°N,0.87900783089265°E  |           |                     | Modifica les dades a Wikidata |
|        | cobert del Torres  | el Palau d'Anglesola | cabana       |         | 41° 38′ 29″ N, 0° 51′ 57″ E / 41.6415022689813°N,0.865822171255888°E |           |                     | Modifica les dades a Wikidata |

## casa
| imatge | Nom                                      | Ubicat a             | instància de | Detalls                                                               | coordenades                                                                     | Protecció                                  | Commons (més fotos)                          | Dades a WD                    |
| ------ | ---------------------------------------- | -------------------- | ------------ | --------------------------------------------------------------------- | ------------------------------------------------------------------------------- | ------------------------------------------ | -------------------------------------------- | ----------------------------- |
|        | Ca l'Iseta                               | el Palau d'Anglesola | casa         | Estil: arquitectura popular 19th century                              | 41° 39′ 08″ N, 0° 52′ 50″ E / 41.65232°N,0.88069°E ca:C. Sant Joan, 10          | bé integrant del patrimoni cultural català | Ca l'Iseta (el Palau d'Anglesola)            | Modifica les dades a Wikidata |
|        | Cal Blasió                               | el Palau d'Anglesola | casa         | Estil: arquitectura del Renaixement arquitectura popular 17th century | 41° 39′ 09″ N, 0° 52′ 49″ E / 41.65249°N,0.88041°E ca:C. Pont, 6 237 msnm       | bé integrant del patrimoni cultural català | Cal Blasió (el Palau d'Anglesola)            | Modifica les dades a Wikidata |
|        | Cal Felipet                              | el Palau d'Anglesola | casa         | Estil: arquitectura del Renaixement arquitectura popular 16th century | 41° 39′ 08″ N, 0° 52′ 50″ E / 41.65225°N,0.88064°E ca:C. Sant Joan, 8 234 msnm  | bé integrant del patrimoni cultural català | Cal Felipet (el Palau d'Anglesola)           | Modifica les dades a Wikidata |
|        | Cal Massot                               | el Palau d'Anglesola | casa         | Estil: arquitectura barroca arquitectura popular 17th century         | 41° 39′ 09″ N, 0° 52′ 50″ E / 41.65243°N,0.88062°E ca:C. Pont, 2 237 msnm       | bé integrant del patrimoni cultural català | Cal Massot (el Palau d'Anglesola)            | Modifica les dades a Wikidata |
|        | Cal Miqueló                              | el Palau d'Anglesola | casa         | Estil: arquitectura popular 16th century                              | 41° 39′ 08″ N, 0° 52′ 50″ E / 41.65215°N,0.88059°E ca:C. Sant Joan, 6 235 msnm  | bé integrant del patrimoni cultural català | Cal Miqueló (el Palau d'Anglesola)           | Modifica les dades a Wikidata |
|        | Cal Pere Bassa                           | el Palau d'Anglesola | casa         | Estil: arquitectura popular                                           | 41° 39′ 05″ N, 0° 52′ 49″ E / 41.6515°N,0.88017°E ca:Plaça Major, 4             | bé integrant del patrimoni cultural català | Cal Pere Bassa (el Palau d'Anglesola)        | Modifica les dades a Wikidata |
|        | Habitatges Pau Casals                    | el Palau d'Anglesola | casa         | 20th century                                                          | 41° 38′ 53″ N, 0° 52′ 55″ E / 41.647994°N,0.882022°E ca:Av. Pau Casals 235 msnm | bé integrant del patrimoni cultural català | Habitatges Pau Casals (el Palau d'Anglesola) | Modifica les dades a Wikidata |
|        | edifici d'habitatges a la plaça Major, 5 | el Palau d'Anglesola | casa         | Estil: arquitectura neoclàssica 18th century                          | 41° 39′ 05″ N, 0° 52′ 48″ E / 41.6515°N,0.88002°E ca:Pl. Major, 5 234 msnm      | bé integrant del patrimoni cultural català | Plaça Major, 5 (el Palau d'Anglesola)        | Modifica les dades a Wikidata |

## església
| imatge | Nom                                                  | Ubicat a             | instància de                 | Detalls                         | coordenades                                                   | Protecció                                  | Commons (més fotos)                                  | Dades a WD                    |
| ------ | ---------------------------------------------------- | -------------------- | ---------------------------- | ------------------------------- | ------------------------------------------------------------- | ------------------------------------------ | ---------------------------------------------------- | ----------------------------- |
|        | Sant Roc                                             | el Palau d'Anglesola | església capella             |                                 | 41° 38′ 53″ N, 0° 52′ 41″ E / 41.648042°N,0.877917°E 234 msnm |                                            |                                                      | Modifica les dades a Wikidata |
|        | Santa Llúcia                                         | el Palau d'Anglesola | església capella             | Estil: arquitectura popular     | 41° 39′ 26″ N, 0° 52′ 39″ E / 41.6572°N,0.87743°E             | bé integrant del patrimoni cultural català | Santa Llúcia del Palau d'Anglesola                   | Modifica les dades a Wikidata |
|        | església de Sant Joan Baptista del Palau d'Anglesola | el Palau d'Anglesola | església església parroquial | Estil: arquitectura neoclàssica | 41° 39′ 06″ N, 0° 52′ 50″ E / 41.6517°N,0.8805°E              | bé cultural d'interès local                | Església de Sant Joan Baptista del Palau d'Anglesola | Modifica les dades a Wikidata |

## granja
| imatge | Nom                 | Ubicat a             | instància de | Detalls | coordenades                                                          | Protecció | Commons (més fotos) | Dades a WD                    |
| ------ | ------------------- | -------------------- | ------------ | ------- | -------------------------------------------------------------------- | --------- | ------------------- | ----------------------------- |
|        | Granges del Serret  | el Palau d'Anglesola | granja       |         | 41° 39′ 45″ N, 0° 51′ 49″ E / 41.662606605533°N,0.86351573360466°E   |           |                     | Modifica les dades a Wikidata |
|        | Granja del Montseny | el Palau d'Anglesola | granja       |         | 41° 38′ 42″ N, 0° 53′ 33″ E / 41.6449948767101°N,0.892555051121525°E |           |                     | Modifica les dades a Wikidata |
|        | Granja del Pastor   | el Palau d'Anglesola | granja       |         | 41° 38′ 55″ N, 0° 51′ 33″ E / 41.6487456066217°N,0.859158786945382°E |           |                     | Modifica les dades a Wikidata |
|        | Vaqueria de Clara   | el Palau d'Anglesola | granja       |         | 41° 38′ 43″ N, 0° 52′ 48″ E / 41.6452300231789°N,0.879879697354456°E |           |                     | Modifica les dades a Wikidata |

## masia
| imatge | Nom                | Ubicat a             | instància de | Detalls                     | coordenades                                                          | Protecció                                  | Commons (més fotos)                      | Dades a WD                    |
| ------ | ------------------ | -------------------- | ------------ | --------------------------- | -------------------------------------------------------------------- | ------------------------------------------ | ---------------------------------------- | ----------------------------- |
|        | Masia de l'Empriu  | el Palau d'Anglesola | masia        | Estil: arquitectura popular | 41° 38′ 36″ N, 0° 50′ 28″ E / 41.64329167°N,0.84121389°E             | bé integrant del patrimoni cultural català | Masia de l'Empriu (el Palau d'Anglesola) | Modifica les dades a Wikidata |
|        | Torre de Lluc      | el Palau d'Anglesola | masia        |                             | 41° 38′ 42″ N, 0° 52′ 09″ E / 41.6449431126478°N,0.869238700198099°E |                                            |                                          | Modifica les dades a Wikidata |
|        | Torre de la Benita | el Palau d'Anglesola | masia        |                             | 41° 38′ 20″ N, 0° 49′ 52″ E / 41.63891389°N,0.83110556°E             |                                            |                                          | Modifica les dades a Wikidata |
|        | Torre del Niubò    | el Palau d'Anglesola | masia        |                             | 41° 39′ 45″ N, 0° 52′ 20″ E / 41.66241389°N,0.87213889°E             |                                            |                                          | Modifica les dades a Wikidata |
|        | Xalet del Sovany   | el Palau d'Anglesola | masia        |                             | 41° 39′ 09″ N, 0° 53′ 11″ E / 41.6524986979069°N,0.886258022235208°E |                                            |                                          | Modifica les dades a Wikidata |
|        | Xalet del Tribó    | el Palau d'Anglesola | masia        |                             | 41° 38′ 25″ N, 0° 52′ 31″ E / 41.6402443504279°N,0.875216637353003°E |                                            |                                          | Modifica les dades a Wikidata |

## Misc
| imatge | Nom                                   | Ubicat a                                                                | instància de                                   | Detalls                                                 | coordenades                                                                                               | Protecció                                  | Commons (més fotos)                     | Dades a WD                    |
| ------ | ------------------------------------- | ----------------------------------------------------------------------- | ---------------------------------------------- | ------------------------------------------------------- | --- | ------------------------------------------ | --------------------------------------- | ----------------------------- |
|        | Ajuntament del Palau d'Anglesola      | el Palau d'Anglesola                                                    | casa consistorial                              | Estil: noucentisme 20th century                         | 41° 39′ 06″ N, 0° 52′ 51″ E / 41.65158°N,0.88076°E ca:C. Sant Josep, 1 234 msnm                           | bé integrant del patrimoni cultural català | Ajuntament del Palau d'Anglesola        | Modifica les dades a Wikidata |
|        | Celler del Sindicat Agrícola Sant Roc | el Palau d'Anglesola                                                    | edifici                                        | Arquitecte: Cèsar Martinell i Brunet Estil: noucentisme | 41° 38′ 53″ N, 0° 53′ 03″ E / 41.64794°N,0.88413°E                                                        | bé integrant del patrimoni cultural català | Sindicat Agrícola del Palau d'Anglesola | Modifica les dades a Wikidata |
|        | Fassina                               | el Palau d'Anglesola                                                    | fassina destil·leria                           | Estil: arquitectura popular 19th century                | 41° 39′ 09″ N, 0° 52′ 53″ E / 41.652528°N,0.881256°E ca:C. de la Fassina - travessia Sant Antoni 236 msnm | bé integrant del patrimoni cultural català | Fassina del Palau d'Anglesola           | Modifica les dades a Wikidata |
|        | Llinda al carrer Sant Joan, 5         | el Palau d'Anglesola                                                    | llinda                                         | Estil: arquitectura popular                             | 41° 39′ 08″ N, 0° 52′ 50″ E / 41.65224°N,0.88051°E                                                        | bé integrant del patrimoni cultural català | Llinda al carrer Sant Joan, 5           | Modifica les dades a Wikidata |
|        | Pont de pedra                         | el Palau d'Anglesola                                                    | pont                                           | Estil: arquitectura popular                             | 41° 39′ 25″ N, 0° 52′ 38″ E / 41.65702°N,0.87734°E                                                        | bé integrant del patrimoni cultural català | Pont de pedra del Palau d'Anglesola     | Modifica les dades a Wikidata |
|        | canal auxiliar d'Urgell               | Noguera Pla d'Urgell Segrià                                             | canal de reg                                   | Desemboca: canal d'Urgell                               | 41° 42′ 28″ N, 0° 55′ 39″ E / 41.707651°N,0.927486°E                                                      |                                            |                                         | Modifica les dades a Wikidata |
|        | creu de terme del Palau d'Anglesola   | el Palau d'Anglesola                                                    | creu de terme                                  | Estil: arquitectura popular                             | 41° 39′ 04″ N, 0° 52′ 45″ E / 41.6511°N,0.87929°E                                                         | bé integrant del patrimoni cultural català | Creu de terme del Palau d'Anglesola     | Modifica les dades a Wikidata |
|        | el Palau d'Anglesola                  | el Palau d'Anglesola                                                    | entitat singular de població capital municipal | 2200 hab                                                | 41° 39′ 06″ N, 0° 52′ 49″ E / 41.65177294°N,0.88036993°E 235 msnm                                         |                                            |                                         | Modifica les dades a Wikidata |
|        | riu Corb                              | Noguera Segrià Conca de Barberà Pla d'Urgell Urgell província de Lleida | curs d'aigua                                   | Desemboca: Segre Llarg: 57km                            | 41° 40′ 41″ N, 0° 42′ 45″ E / 41.678°N,0.71242°E 41° 32′ 33″ N, 1° 21′ 21″ E / 41.542506°N,1.355713°E     |                                            | Corb River                              | Modifica les dades a Wikidata |